# Bob Woodward
Robert "Bob" Upshur Woodward (født 26. marts 1943 i Geneva, Illinois, og opvokset i en Chicago-forstad som søn af en kendt advokat) er assisterende chefredaktør på Washington Post.
I sin tid som undersøgende reporter for Washington Post var Woodward sammen med sin kollega Carl Bernstein med til at afdække Watergate-skandalen, som førte til præsident Nixons fald. Efterfølgende skrev de to bogen All the President's men (ikke oversat til dansk), som de fik Pulitzerprisen for.
Woodward har bidraget til to Pulitzerprise vundet af Washington Post; først sammen med Carl Bernstein om Watergate. Dernæst vandt Washington Post i 2002 prisen for ti af sine historier fra 11. september-angrebet.
Woodward har skrevet yderligere 11 bestseller-bøger, deriblandt bogen Plan of Attack, som blev udgivet i foråret 2004, hvori han redegør for baggrunden for invasionen af Irak året forinden. Bogen bygger på et omfattende interviewmateriale.
Senest har han skrevet bogen Fear: Trump in the White House, der handler om Donald Trumps præsidentskab. Bogen blev udgivet 11. september 2018 og er baseret på hundredvis af timers interviews med medlemmer af Donald Trumps stab. Ifølge bogens forlag Simon & Schuster blev bogen solgt i 1,1 million eksemplar i de første uger efter udgivelsen, hvilket gjorde den til den mest solgte i forlagets historie.
Woodward har gennem årene skrevet om ni amerikanske præsidenter. På spørgsmål om, hvorfor folk vil tale med ham, svarer Woodward: "Folk kan lide at fortælle sandheden." Han anvender altid de samme fire ord: "Jeg behøver din hjælp." Problemet er ikke anonyme kilder. "Det er derfra, man får sandheden." Men man må have flere kilder som bekræftelse, og dertil bevis, såsom det papir, Trumps nationale finansrådgiver Gary Cohn stjal fra Trumps skrivebord. Papiret var et udkast til en annulering af frihandelsaftalen med Sydkorea. Trump benægtede det hele, men papiret var bevis.
I juni 2019 holdt Bernstein foredrag i Vejle.